# Hermann Lübbe
Hermann Lübbe (Aurich, 31 dicembre 1926) è un filosofo tedesco.

## Biografia
Dal 1947 al 1951, Lübbe studiò filosofia, teologia e sociologia a Göttingen, Münster e Friburgo. Tra i suoi insegnanti accademici c'erano Joachim Ritter e Heinrich Scholz. Dal 1963 al 1969, Lübbe fu professore a Bochum. Dal 1966, fu anche segretario di stato nel ministero dell'educazione del Land Renania settentrionale-Vestfalia. Nel 1969, Lübbe divenne professore a Bielefeld e segretario di stato. Dal 1971 al 1991 fu professore di filosofia e teoria politica a Zurigo.
Il lavoro filosofico di Lübbes si concentra su una teoria della civiltà moderna e della democrazia liberale. Un importante oppositore delle proteste del 1968 in Germania, ha analizzato l'accelerazione del cambiamento sociale e ha sottolineato l'importanza del buon senso, delle virtù tradizionali, delle istituzioni politiche stabili e degli orientamenti religiosi nelle società moderne e altamente dinamiche. Criticato da Jürgen Habermas come uno dei principali rappresentanti del neoconservatorismo tedesco negli anni '70 e '80,  Lübbe è ormai ampiamente riconosciuto come uno dei più influenti filosofi politici tedeschi negli ultimi decenni.

## Opere principali
- Politische Philosophie in Deutschland: Studien zu ihrer Geschichte. (1963)
- Säkularisierung: Geschichte eines ideenpolitischen Begriffs. (1965)
- Theorie und Entscheidung: Studien zum Primat der praktischen Vernunft. (1971)
- Hochschulreform und Gegenaufklärung: Analysen, Postulate, Polemik zur aktuellen Hochschul- und Wissenschaftspolitik. (1972)
- Bewusstsein in Geschichten: Studien zur Phänomenologie der Subjektivität: Mach, Husserl, Schapp, Wittgenstein (1972)
- Fortschritt als Orientierungsproblem: Aufklärung in der Gegenwart. (1975)
- Geschichtsbegriff und Geschichtsinteresse: Analytik und Pragmatik der Historie. (1977)
- Endstation Terror: Rückblick auf lange Märsche. (1978)
- Philosophie nach der Aufklärung: Von der Notwendigkeit pragmatischer Vernunft. (1980)
- Religion nach der Aufklärung. (1986, 3rd edition 2004)
- Politischer Moralismus: Der Triumph der Gesinnung über die Urteilskraft. (1987)
- Fortschrittsreaktionen: Über konservative und destruktive Modernität. 1987
- Im Zug der Zeit: Verkürzter Aufenthalt in der Gegenwart. (1992)
- Abschied vom Superstaat: Vereinigte Staaten von Europa wird es nicht geben. (1994)
- „Ich entschuldige mich.“ Das neue politische Bußritual. (2001)
- Politik nach der Aufklärung: Philosophische Aufsätze. (2001)
- Wissenschaft und Religion nach der Aufklärung: Über den kulturellen Bedeutsamkeitsverlust wissenschaftlicher Weltbilder. (2001)
- Modernisierungsgewinner: Religion, Geschichtssinn, direkte Demokratie und Moral. (2004)
- Die Zivilisationsökumene: Globalisierung kulturell, technisch und politisch. (2005)
- Vom Parteigenossen zum Bundesbürger: Über beschwiegene und historisierte Vergangenheiten. (2007)
- Hermann Lübbe im Gespräch. Wilhelm Fink: Paderborn 2010. ISBN 978-3-7705-5044-9